# Masoko Solo
Masoko Solo – włoska grupa muzyczna, wykonująca muzykę elektroniczną, istniejąca w latach 1992-1996. Początkowo nazywała się po prostu Masoko, jednak po wydaniu pierwszego singla pt. Masoko Solo, zmieniła nazwę.

## Dyskografia
- Masoko Solo (1992)
- Masoko Solo (Remix) (1993)
- Pessa Pessa (1994)
- Pessa Pessa (Remixes) (1994)
- O-Le-Le (1995)
- Pessa Pessa (BZRK Remixes) (1996)